# Wiktor Nilsen

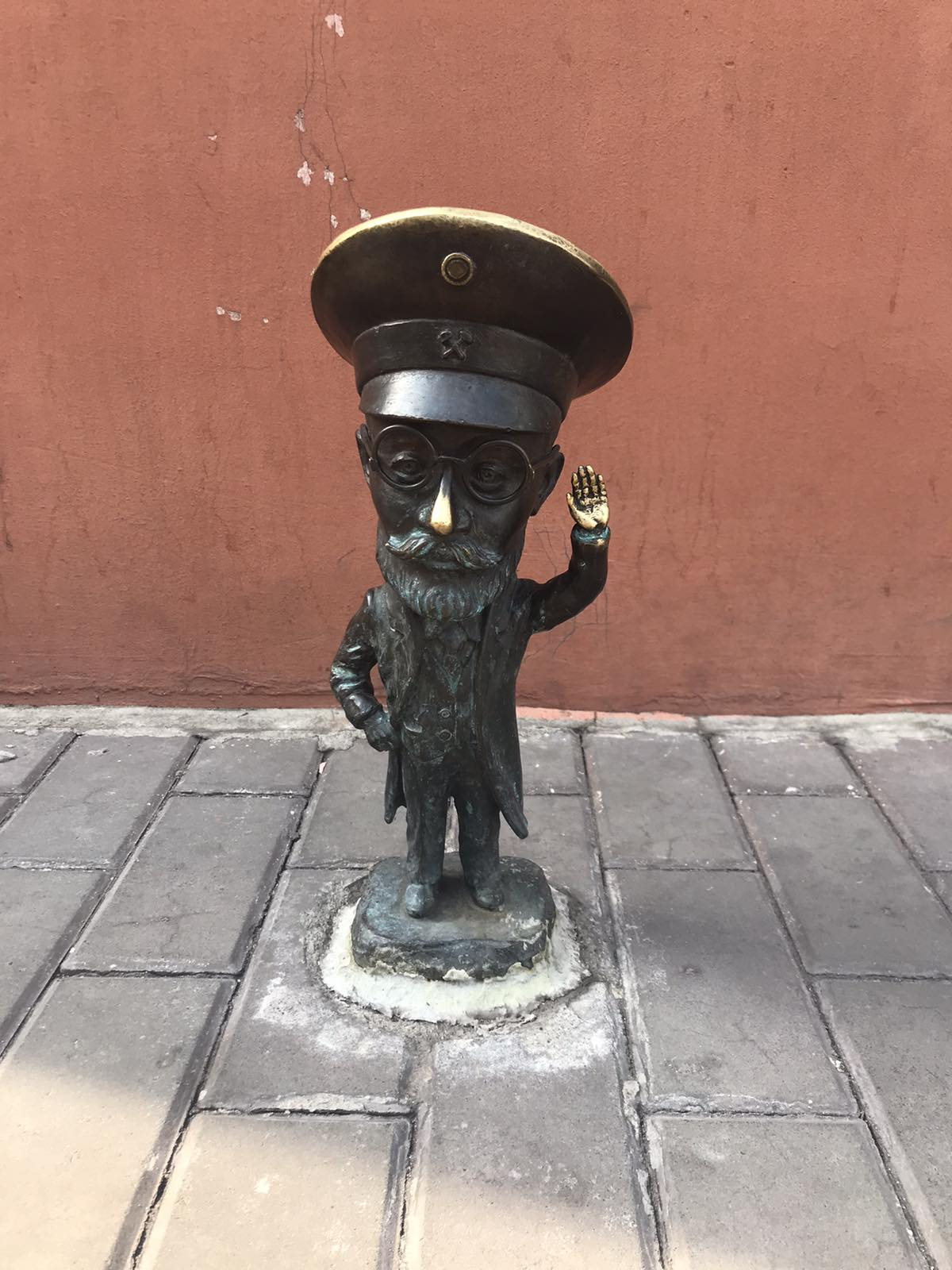
Figur Wiktor Nilsen beim Mariupoler Wasserturm

Wiktor Oleksandrowytsch Nilsen (gelegentlich auch Nielsen, ukrainisch Віктор Олександрович Нільсен, russisch Виктор Александрович Нильсен Wiktor Alexandrowitsch Nilsen; geboren 1871 in Sankt Petersburg; gestorben 1949 in Duschanbe) war von 1901 bis 1917 Stadtbaumeister Mariupols und Abgeordneter der Duma von Mariupol. 

## Werdegang
Er wurde in eine Pastorenfamilie hineingeboren. Die Familie war dänischer und deutscher Abstammung. Sein Großvater war Musikinstrumentenbauer und sein Vater Lehrer. Wiktor hatte zwei Brüder und eine Schwester. Er studierte in St. Petersburg, wo er seinen Abschluss am Institut für Bauingenieure machte. Er begann als Architekt und Ingenieur in der Stadt Rybinsk an der Wolga (damals Provinz Jaroslawl) zu arbeiten, wo er ein städtisches Wasserversorgungssystem entwarf und baute. 1900 oder 1901 wurde er vom Mariupoler Bürgermeister Iwan Alexejewitsch Popow (russisch Иван Алексеевич Попов) zum Stadtbaumeister der Stadt Mariupols ernannt. Vorgänger waren Samuel Josipowitsch Ber (ukrainisch Самуїл Йосипович Бер Samuil Josypiwytsch Ber, russisch Самуил Иосифович Бер Samuil Iosifowitsch Ber) und Adolf Gustawowitsch Emerik (ukrainisch Адольф Густавович Емерік,  russisch Адольф Густавович Эмерик). Als Stadtbaumeister war er so erfolgreich, dass er ein Vermögen im Wert von 600 Rubel hatte. Schließlich wurde er 1907 zum Mitglied des Gemeinderats von Mariupol gewählt. In der Sowjetunion galt der Architekt als Vertreter der Zarenzeit. 1935 wurde ihm das Recht entzogen, als freier Architekt zu arbeiten. Er starb 1949 verarmt in Duschanbe, wohin er zog, um bei seiner Tochter zu leben. Sein Grab ist nicht erhalten.
Im Jahr 2016 wurde die Engelsstraße (russisch улица Энгельса) in Architekt-Nilsen-Straße (ukrainisch Архітектора Нільсена вулиця Architektora Nilsena wulyzja, russisch улица архитектора Нильсена) umbenannt.

## Bauten
Mariupol litt vor allem im heißen Sommer unter einem Mangel an sauberem Trinkwasser. Der neue Architekt wurde beauftragt, einen Entwurf für ein neues städtisches Wasserversorgungssystem zu schaffen. Zur Genehmigung wurde der Entwurf an das Ministerium geschickt und die Baugenehmigung wurde von Pjotr Arkadjewitsch Stolypin erteilt. 1910 war das Wasserversorgungssystem in Mariupol fertiggestellt. Mit der neuen städtischen Wasserversorgung wurden zwei Drittel der Stadtbewohner mit Wasser versorgt, etwa 30.000 Einwohner. Ein Drittel nutzte öffentliche Brunnen. Der Architekt entwarf und erbaute 1903–1911 auch die Kirche der Heiligen Konstantin und Helena in der Stadt (1936 zerstört). Er plante auch seine beiden Wohnhäuser. Ein Haus befindet sich gegenüber dem Stadtgarten in der Semenischina-Straße 49 und wird als „Haus der weinenden Nymphen“ bezeichnet. Der Legende nach widmete der Stadtbaumeister sein Gebäude seiner Tochter, die an Typhus gestorben war. Die Quelle beschreibt: „Dies war ein schwerer Schlag für Nilsen. Ihr zu Ehren platzierte er ein dreidimensionales Frauenprofil auf dem Haus. Bei Regen fließen Tropfen wie Tränen über das Profil. Es scheint, dass die Nymphe um das tote Mädchen weint.“ Das andere Haus Nilsens war das „Haus der Löwen“. Zudem entwarf und erbaute er 1911 auch die Theologische Schule für die Eparchie, die heute als Verwaltungsgebäude der Staatlichen Technischen Universität des Rajon Pryasowske dient. Weitere Gebäude waren die Schule im Werk Nikopol (heute Sekundarschule Nr. 21, russisch школа при заводе Никополь), das Hotel „Spartak“ (russisch здание гостиницы „Спартак“).

## Bilder

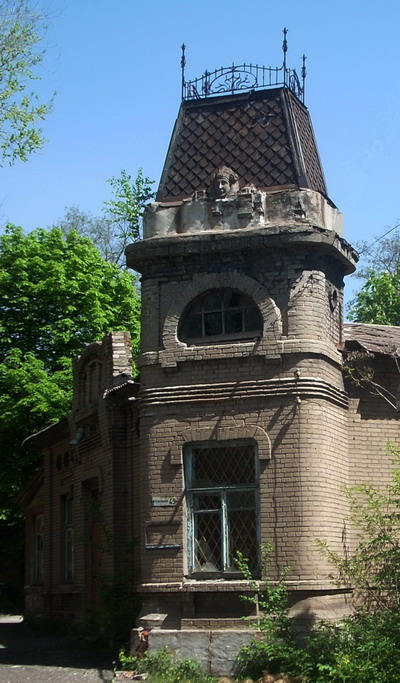
Haus der weinenden Nymphe
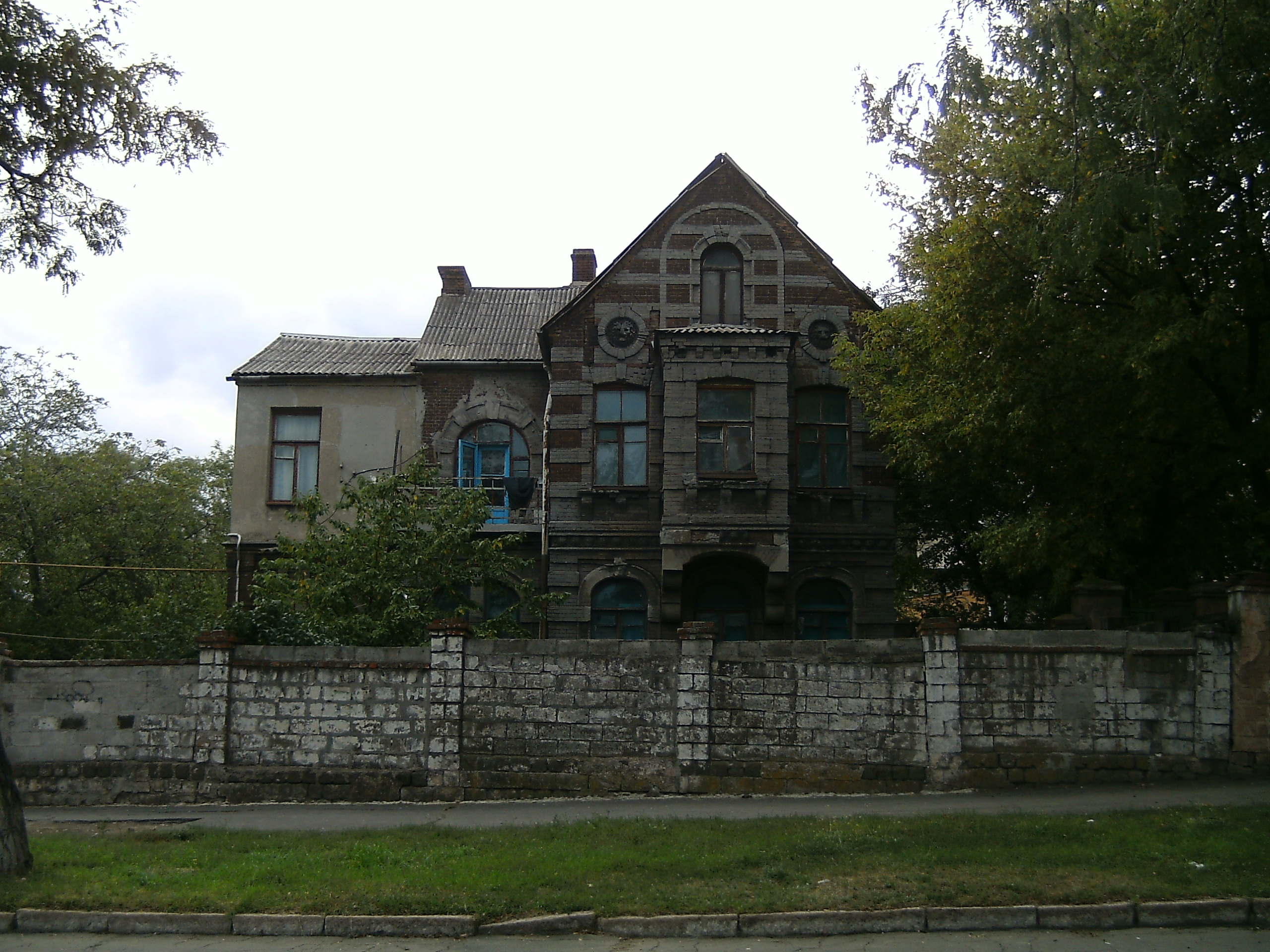
„Haus der Löwen“
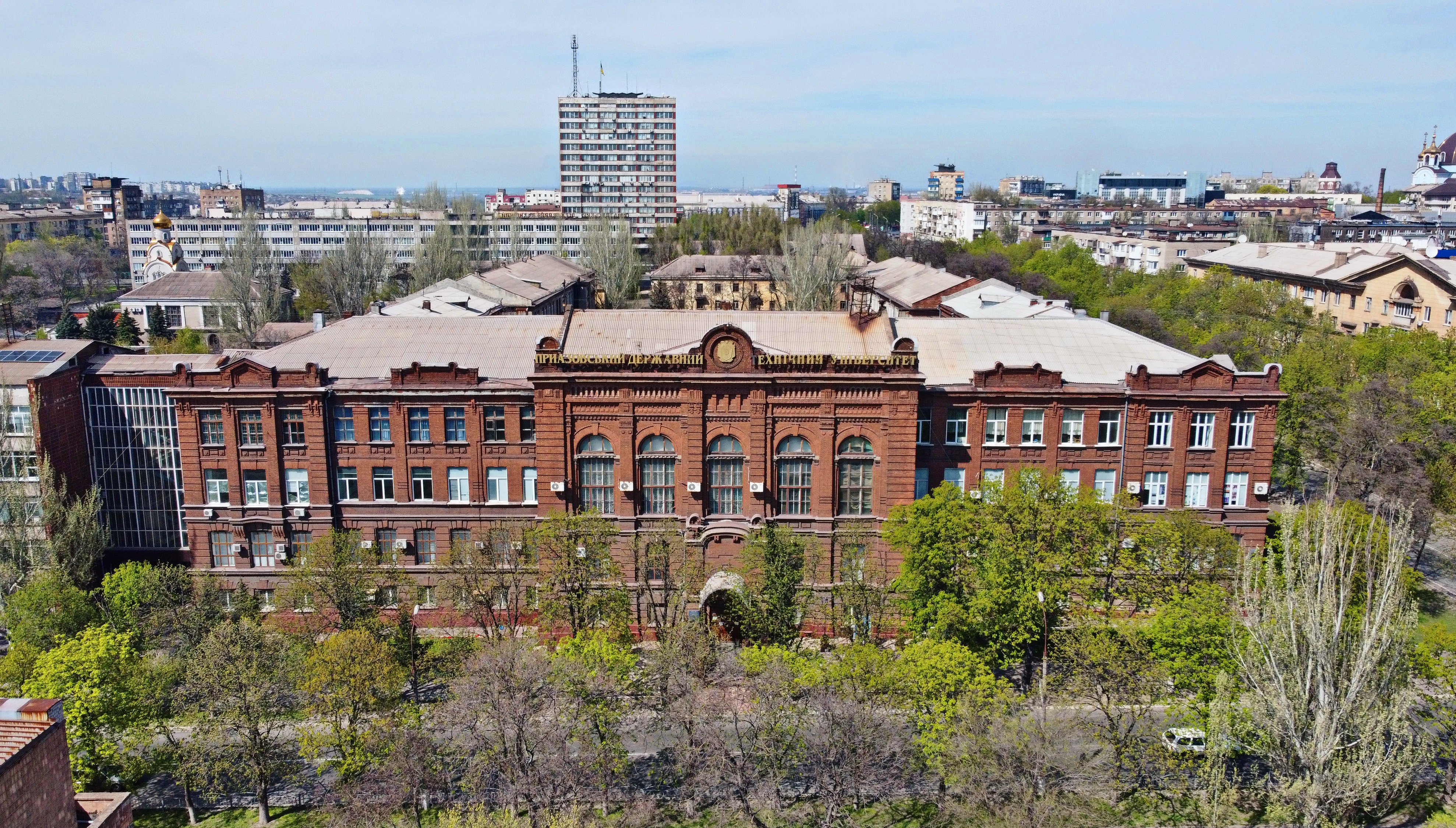
Theologische Schule für die Eparchie
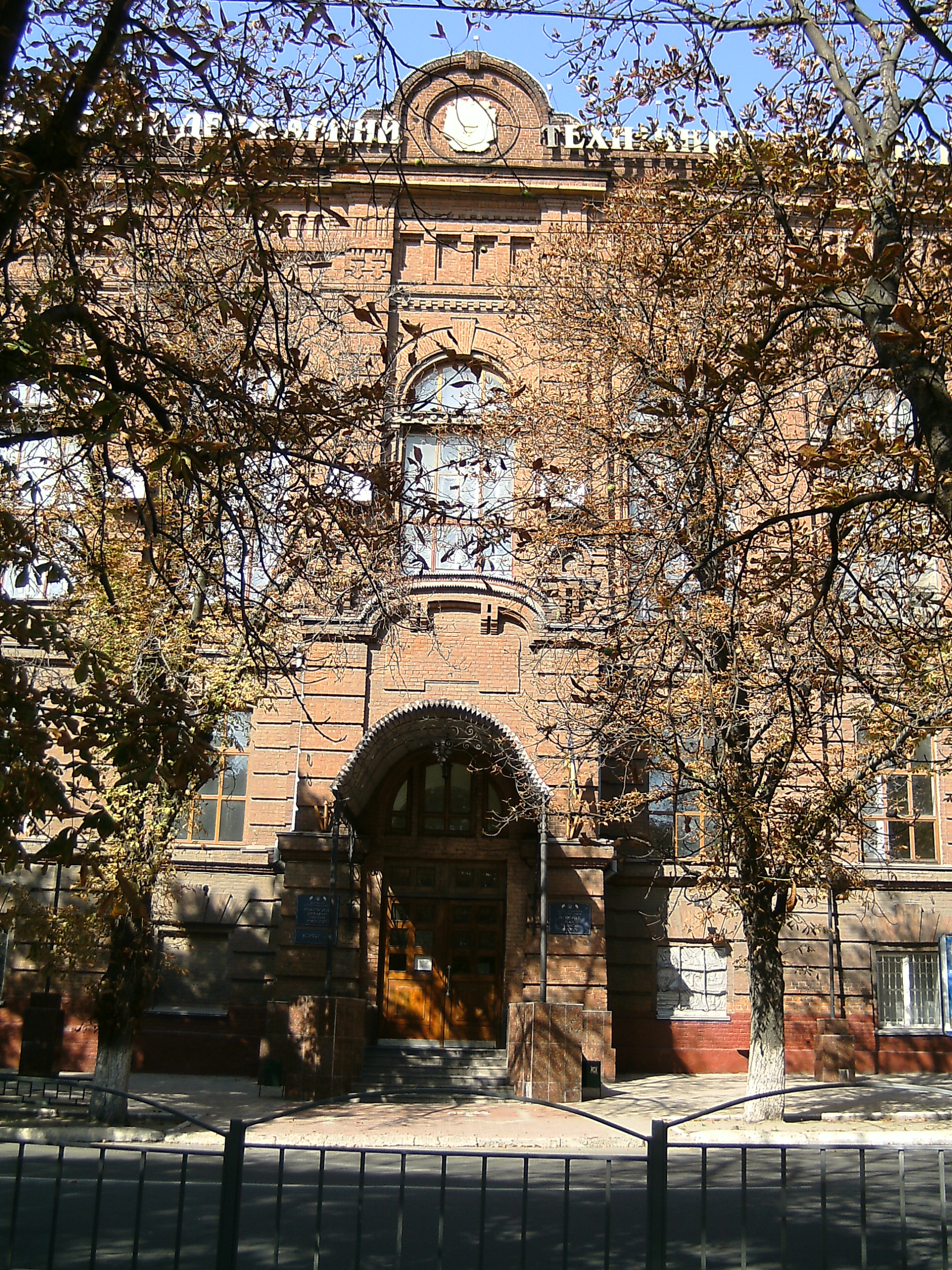
Theologische Schule für die Eparchie
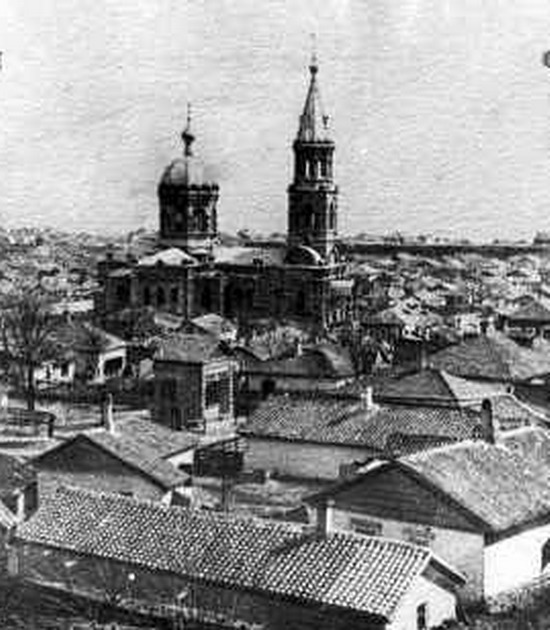
Kirche der Heiligen Konstantin und Helena
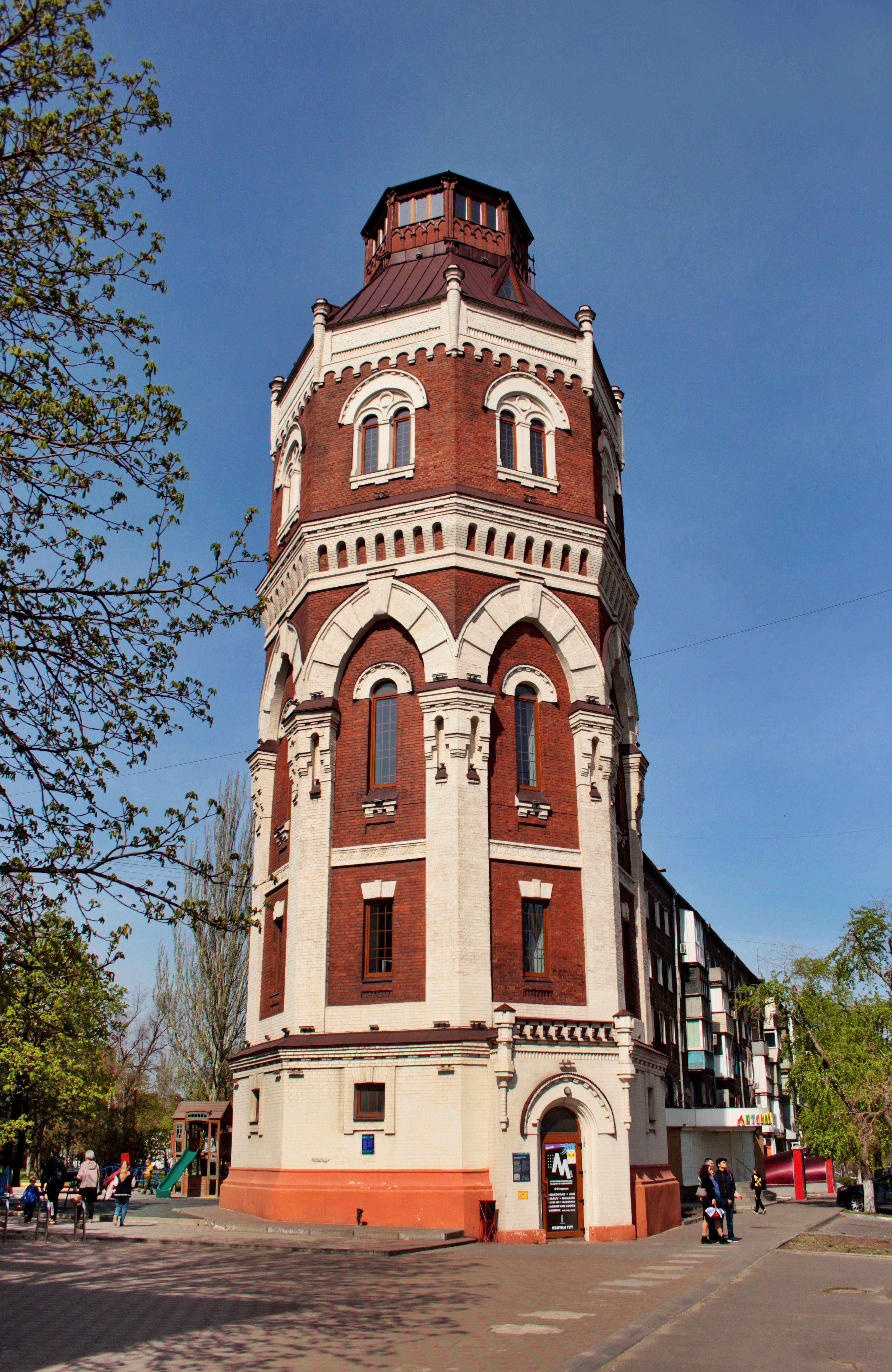
Wasserturm